# Sketch Up (Belgisch televisieprogramma)
Sketch Up is een VTM-programma dat een mengeling is van sketches en quickies uit VTM-programma's, buitenlandse programma's en shows van enkele (wereld)bekende komieken. Het werd in 2006 getoond aan het begin van de televisieavond.

## Lijst van sketches
|                              | Titel                          | Spelers                                                                     |
| ---------------------------- | ------------------------------ | --------------------------------------------------------------------------- |
| Vlag van Verenigde Staten    | America's Funniest Home Videos | -                                                                           |
| Vlag van Nederland           | André van Duin Revueshows      | André van Duin, Frans van Dusschoten, Corrie van Gorp, ...                  |
| Vlag van België              | De Jacques Vermeire Show       | Jacques Vermeire, Luc Verschueren, Martine Jonckheere, Ludo Hellinx, ...    |
| Vlag van België              | Grappa                         | Frans Maas, Luk D'Heu, Veerle Dejonghe, Dirk Lavrysen, Geert Hunaerts, ...  |
| Vlag van België              | Kan Dit?!                      | Erik Goossens, Arthur Reynders, Joris Van den Eynde, Bert Van Tichelen, ... |
| Vlag van België              | Meer moet dat niet zijn        | Urbanus, Goedele Liekens, Werther Vander Sarren, ...                        |
| Vlag van België              | Oekanda                        | Hilde De Baerdemaeker, Koen De Graeve, Anne Denolf, Mathias Sercu, ...      |
| Vlag van België              | Sketch à gogo                  | Stany Crets, Peter Van den Begin, ...                                       |
| Vlag van Verenigd Koninkrijk | The Benny Hill Show            | Benny Hill, Henry McGee, Bob Todd, Jackie Wright, ...                       |
| Vlag van Verenigd Koninkrijk | The Tommy Cooper Hour          | Tommy Cooper, Sacha Distel, Cloda Rodgers, Lynsey De Paul, ...              |
| Vlag van België              | Tragger Hippy / Hagger Trippy  | Jan Van Looveren, Tom Waes, Koen Van Impe, ...                              |
| Vlag van België              | 2 Straten verder               | Jan Van Dyke, Carry Goossens, Gaston Berghmans, Jos Van Geel, ...           |
| Vlag van Duitsland           | Two Funny                      | Alexander Schubert, Judith Richter, Milena Arnold, Jean Denis Römer, ...    |